# 飄浮手風琴
《飄浮手風琴》是手風琴家王雁盟於2003發表、以樂器手風琴演奏的專輯。

## 概要
此專輯曲目由王雁盟所創作、亦為個人的首張作品。專輯裡另有收錄先前王雁盟為由作家幾米的繪本改編之音樂劇《地下鐵一個音樂的旅程》所演奏的曲子。
該作品的封面是由蕭青陽所設計，其取景的地點為臺東太麻里一帶於凌晨期間的景色。

## 曲目
| 飄浮手風琴 | 飄浮手風琴     | 飄浮手風琴     | 飄浮手風琴 |
| 曲序       | 曲目           | 编曲           | 时长       |
| ---------- | -------------- | -------------- | ---------- |
| 1.         | 微光           | 王雁盟         | 1:34       |
| 2.         | 清晨薩魯奇     | 王雁盟、彭郁雯 | 4:48       |
| 3.         | 瑪奇朵飄浮     | 王雁盟、柯智豪 | 5:01       |
| 4.         | 地下鐵         | 王雁盟         | 1:13       |
| 5.         | 幸福的舞蹈     | 王雁盟         | 3:37       |
| 6.         | 單車練習曲     | 王雁盟         | 3:50       |
| 7.         | 馬戲班經理     | 王雁盟、彭郁雯 | 4:19       |
| 8.         | 一個人的手風琴 | 王雁盟         | 2:22       |
| 9.         | 憂鬱摩天輪     | 王雁盟         | 3:40       |
| 10.        | 冒險           | 王雁盟、柯智豪 | 6:29       |
| 11.        | 手風琴缺席     | 王雁盟         | 1:22       |
| 12.        | 微醺的步態     | 王雁盟、彭郁雯 | 4:14       |
| 13.        | 晚安熱可可     | 王雁盟         | 3:19       |
| 总时长：   | 总时长：       | 总时长：       | 45:48      |

## 入圍獎項
- 2004年第15屆金曲獎：最佳流行音樂演奏專輯獎入圍[4]
- 2005年第47屆葛萊美獎：最佳唱片設計包裝獎入圍[5]